# Association Daba Modibo Keita
L'Association Daba Modibo Keita (ADMK) a été créée le 24 octobre 2008 dans le quartier de Torokorobougou à Bamako, Mali par le double Champion du monde et olympien, Daba Modibo Keïta. 
ADMK a pour mission d'accompagner la jeunesse dans la réalisation de ses rêves.
L'objectif est de promouvoir la paix par le sport, d’œuvrer au développement de l'éducation et de l'alphabétisation sur l'ensemble du territoire, de promouvoir l'art et la culture, de contribuer au développement socio-économique ainsi que de lutter contre le VIH/SIDA et l'exclusion sociale.
En 2016, l’Association Daba Modibo Keita (ADMK) en partenariat avec l’ONG américaine United health partners (UHP) a offert 100 000 kits de dépistage du diabète aux autorités maliennes. Cette initiative a permis a 100.000 personnes d'être dépistées gratuitement sur toute l’étendue du territoire.  

## Missions
Les missions actuelles de l'Association Daba Modibo Keita (ADMK) sont :
- Promouvoir le sport auprès de la jeunesse et des femmes[3]
- Œuvrer au développement et à l'accessibilité de l'éducation ainsi qu'à l'alphabétisation sur l'ensemble du territoire[4]
- Contribuer au développement socio-économique par la formation d'activités génératrices de revenues et par la promotion de l'autogestion.
- Promouvoir l'art et la culture[5]
- Lutter contre le VIH/SIDA par des campagnes de sensibilisation et de prévention[6]
- Lutter contre l'exclusion sociale, le chômage et la pauvreté[7]
- Soutenir les orphelins et offrir un encadrement aux enfants de la rue[8]